# نانتنین
نانتنین (انگلیسی: Nantenine) یک آلکالوئید است که در گیاه Nandina domestica و همچنین برخی از گونه‌های بهارک یافت می‌شود. این دارو یک آنتاگونیست گیرنده α1-آدرنرژیک و گیرنده سروتونین 5-HT2A است و اثرات رفتاری و فیزیولوژیکی MDMA را در حیوانات مسدود می‌کند.